# Lettgenbrunn
Lettgenbrunn ist ein Ortsteil der Gemeinde Jossgrund im hessischen Main-Kinzig-Kreis. Der Ort, mit dem zugehörigen Weiler Villbach, mit etwa 310 Haushalten und 800 Einwohnern liegt im Südosten des Landes im Mittelgebirge Spessart und ist ein staatlich anerkannter Erholungsort.

## Geografie

### Geografische Lage
Der Ort liegt am nördlichen Ausläufer des Mittelgebirges Spessart, unterhalb der Ruine Beilstein. Direkt am Ortsrand entspringt das Flüsschen Jossa und vereinigt sich sofort mit dem Villbach.

### Nachbargemeinden
Lettgenbrunn liegt einen Kilometer westlich der Spessart-Höhenstraße L 2905. Zum Ortsteil Pfaffenhausen im Osten sind es drei und zum Kinderdorf Wegscheide im Norden fünf Kilometer. Flörsbach liegt im Süden etwa sechs Kilometer entfernt. Zur B 276 (Deutsche Ferienstraße Alpen-Ostsee) sind es fünf Kilometer in südwestlicher Richtung.
| Bad Orb | Wegscheide                                  | Ortsteil Oberndorf     |
| Bieber  | Kompassrose, die auf Nachbargemeinden zeigt | Ortsteil Pfaffenhausen |
| Wiesen  | Flörsbach                                   | Lohrhaupten            |

## Geschichte

### Mittelalter

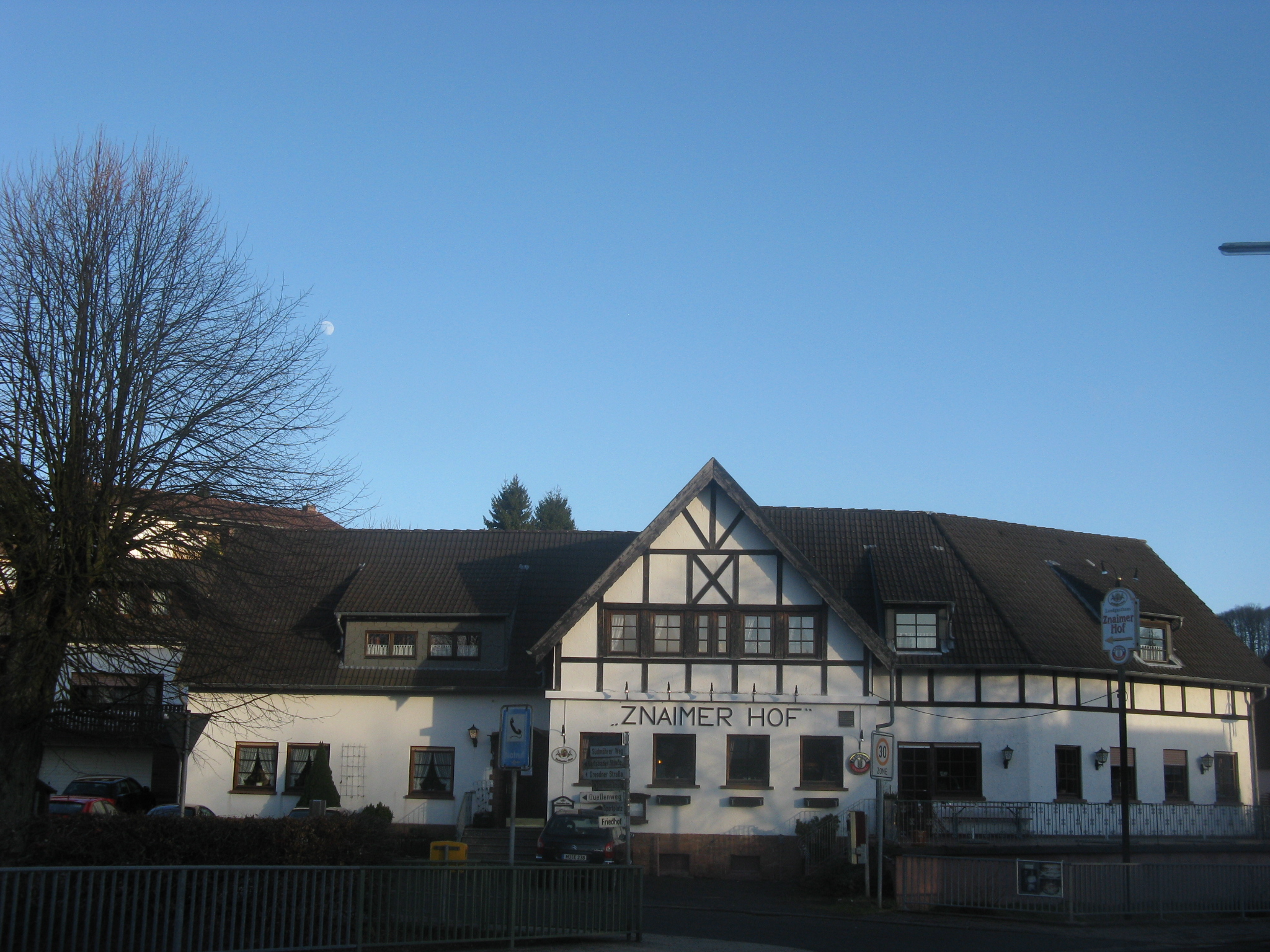
Reminiszenz dritter Wiederaufbau: Die unweit des Znaimer Hofs im Ortszentrum zusammenlaufenden Straßen heißen Ostpreußenstraße, Südmährer Weg, Karlsbader Straße, Stettiner Straße, Dresdner Straße

Der Ort wurde im Jahre 1313 als Letthechenburne erstmals urkundlich erwähnt. Spätere Dokumente beschreiben ihn als Lettichenborn (1435), Letchenborn (1453) und Letgeborn (1571). Alle diese Namensformen gehen wohl auf die dem tonhaltigen, lehmigen Boden entspringende Jossa zurück. Die Entstehung des Ortes Lettgenbrunn und des Weilers Vielbach, heute Villbach, wird mit der Burg Beilstein in Verbindung gebracht. Diese stand auf einem Lavafelsen zwischen den beiden Ortsteilen der Gemeinde Jossgrund. Sie war Anfang des 15. Jahrhunderts bereits verfallen.

### Neuzeit
1812 hatte Lettgenbrunn mit Villbach 26 Feuerstellen und 219 Seelen (Einwohner) und gehörte zur vormaligen Kurmainzischen Stadt- und Amtsvogtei Orb – damals Districtsmairie Orb der Unterpräfectur Orb im Departement Aschaffenburg des Großherzogtums Frankfurt. Maire (Bürgermeister) war Franz Stein (Lettgenbrunn), seine Adjuncte (Stellvertreter) hießen Johann Fingerhut (Lettgenbrunn) und Georg Götz (Villbach). Schullehrer war Johann Stein.
Infolge des Pariser Vertrages vom 3. Juni 1814 kam Lettgenbrunn am 26. Juni 1814 zur Krone Bayern und gehörte dort ab 1. Oktober 1814 zum Landgerichtsbezirk Orb. Nach dem für Bayern verlorenen Deutschen Kriegs kam Lettgenbrunn, am 22. August 1866, infolge des Friedensvertrages zwischen Preußen und Bayern an Preußen und gehörte ab 7. Dezember 1868 zur Preußischen Provinz Hessen-Nassau.
Lettgenbrunn wurde in seiner Geschichte dreimal entvölkert und wieder neu besiedelt.
Zum ersten Mal fiel nach einer Zerstörung von Kirche und Ort im Dreißigjährigen Krieg das Dorf wüst und wurde erst mit dem Neuaufbau der Kirche um 1654 wieder besiedelt.
Zum zweiten Mal wurde Lettgenbrunn 1912 für den Truppenübungsplatz Orb auf der Wegscheide aufgegeben, der auch die Gemarkungen von Villbach und Lettgenbrunn umfasste; die Bevölkerung wurde entschädigt und auf andere Orte verteilt. Nach dem Ersten Weltkrieg erfolgte eine Neubesiedelung, die jedoch nur von kurzer Dauer war.
Denn der Truppenübungsplatz wurde 1935 reaktiviert und Lettgenbrunn musste zum dritten Mal verlassen werden. Das Dorf sollte Bombenabwurf-Übungsplatz für den Fliegerhorst Gelnhausen-Rothenbergen sein. Nach der Verlegung des Friedhofs kam am 6. Mai 1935 die Zwangsräumung des Ortes für diejenigen, die nicht bereits freiwillig umgezogen waren. Laut Befehl des Luftkreiskommandos IV in Münster/Westfalen sollten ab 1937 die Gebäude als Zielobjekte für die Bombenabwürfe dienen. Der vollkommen zerstörte Ort wurde nach dem Zweiten Weltkrieg 1947 von Flüchtlingen aus dem Sudetenland, Schlesien, Ostpreußen etc. und Mitteln der Marshallplans der Vereinigten Staaten wieder aufgebaut. An die Herkunft dieser Siedler erinnern noch die Straßennamen sowie die Namen von zwei Gaststätten (Sudetenhof und Znaimer Hof).
Die Neubildung einer selbstständigen Gemeinde Lettgenbrunn wurde durch das Hessische Staatsministerium mit Wirkung zum 1. April 1952 beschlossen.
Hessische Gebietsreform
Im Zuge der Gebietsreform in Hessen fusionierten zum 31. Dezember 1971 die bis dahin selbständigen Gemeinden  Burgjoß, Oberndorf und Pfaffenhausen (heute Sitz der Verwaltung) zur neuen Gemeinde Jossatal. Diese wurde zum 1. Juli 1974 kraft Landesgesetzes mit Lettgenbrunn zur Großgemeinde Jossgrund zusammengeschlossen. Ortsbezirke nach der Hessischen Gemeindeordnung wurden nicht errichtet.

### Verwaltungsgeschichte im Überblick
Die folgende Liste zeigt die Staaten und Verwaltungseinheiten, denenLettgenbrunn angehört(e):
- 16. Jahrhundert: Heiliges Römisches Reich, Kurfürstentum Mainz, Oberamt Hausen, Amtsvogtei Burgjoß
- 1633: Heiliges Römisches Reich,  Kurfürstentum Mainz, Amt Orb
- 1787: Heiliges Römisches Reich, Kurfürstentum Mainz, Oberamt Orb und Lohr, Amtsvogtei Burgjoß
- ab 1803: Heiliges Römisches Reich, Dalbergstaat („Erzkanzlerischer Kurstaat“), Fürstentum Aschaffenburg, Oberamt Orb und Lohr, Amtsvogtei Burgjoß
- 1806–1810:  Primatialstaat Karl Theodor von Dalbergs im Rheinbund, Fürstentum Aschaffenburg, Oberamt Orb und Lohr, Amtsvogtei Burgjoß
- 1810–1813: Großherzogtum Frankfurt, Departement Aschaffenburg, Distrikt Orb
- 1814–1866: Königreich Bayern, Landgerichtsbezirk Orb
- ab 1867: Königreich Preußen,[Anm. 2] Provinz Hessen-Nassau, Regierungsbezirk Kassel, Kreis Gelnhausen[Anm. 3]
- ab 1871: Deutsches Reich, Königreich Preußen, Provinz Hessen-Nassau, Regierungsbezirk Kassel, Kreis Gelnhausen
- ab 1918: Deutsches Reich,[Anm. 4] Freistaat Preußen, Provinz Hessen-Nassau, Regierungsbezirk Kassel, Kreis Gelnhausen
- ab 1944: Deutsches Reich, Freistaat Preußen, Provinz Nassau, Kreis Gelnhausen
- ab 1945: Amerikanische Besatzungszone,[Anm. 5] Groß-Hessen, Regierungsbezirk Wiesbaden, Landkreis Gelnhausen
- ab 1946: Amerikanische Besatzungszone, Hessen, Regierungsbezirk Wiesbaden, Landkreis Gelnhausen
- ab 1949: Bundesrepublik Deutschland, Hessen, Regierungsbezirk Wiesbaden, Landkreis Gelnhausen
- ab 1968: Bundesrepublik Deutschland, Hessen, Regierungsbezirk Darmstadt, Landkreis Gelnhausen
- ab 1974: Bundesrepublik Deutschland, Hessen, Regierungsbezirk Darmstadt, Main-Kinzig-Kreis, Gemeinde Jossgrund

## Bevölkerung

### Einwohnerstruktur 2011
Nach den Erhebungen des Zensus 2011 lebten am Stichtag dem 9. Mai 2011 in Lettgenbrunn 690 Einwohner. Darunter waren 93 (13,5 %) Ausländer.
Nach dem Lebensalter waren 135 Einwohner unter 18 Jahren, 261 zwischen 18 und 49, 150 zwischen 50 und 64 und 144 Einwohner waren älter. Die Einwohner lebten in 294 Haushalten. Davon waren 81 Singlehaushalte, 99 Paare ohne Kinder und 60 Paare mit Kindern, sowie 18 Alleinerziehende und 6 Wohngemeinschaften. In 69 Haushalten lebten ausschließlich Senioren und in 180 Haushaltungen lebten keine Senioren.

### Einwohnerentwicklung
Belegte Einwohnerzahlen sind:
- 1632: 32 Huldigende
- 1668: 37 Einwohner
- 1812: 26 Feuerstellen, 219 Seelen (mit Villbach)

| Lettgenbrunn: Einwohnerzahlen von 1812 bis 2011 | Lettgenbrunn: Einwohnerzahlen von 1812 bis 2011 | Lettgenbrunn: Einwohnerzahlen von 1812 bis 2011 | Lettgenbrunn: Einwohnerzahlen von 1812 bis 2011 | Lettgenbrunn: Einwohnerzahlen von 1812 bis 2011 |
| --- | ----------------------------------------------- | ----------------------------------------------- | ----------------------------------------------- | ----------------------------------------------- |
| Jahr |                                                 |                                                 |                                                 | Einwohner                                       |
| 1812 | 1812                                            |                                                 | 219                                             | 219                                             |
| 1834 | 1834                                            |                                                 | 270                                             | 270                                             |
| 1840 | 1840                                            |                                                 | 287                                             | 287                                             |
| 1846 | 1846                                            |                                                 | 285                                             | 285                                             |
| 1852 | 1852                                            |                                                 | 282                                             | 282                                             |
| 1858 | 1858                                            |                                                 | 280                                             | 280                                             |
| 1864 | 1864                                            |                                                 | 250                                             | 250                                             |
| 1871 | 1871                                            |                                                 | 252                                             | 252                                             |
| 1875 | 1875                                            |                                                 | 266                                             | 266                                             |
| 1885 | 1885                                            |                                                 | 247                                             | 247                                             |
| 1895 | 1895                                            |                                                 | 233                                             | 233                                             |
| 1905 | 1905                                            |                                                 | 238                                             | 238                                             |
| 1910 | 1910                                            |                                                 | 251                                             | 251                                             |
| 1925 | 1925                                            |                                                 | 197                                             | 197                                             |
| 1939 | 1939                                            |                                                 | 0                                               | 0                                               |
| 1946 | 1946                                            |                                                 | 0                                               | 0                                               |
| 1950 | 1950                                            |                                                 | 171                                             | 171                                             |
| 1956 | 1956                                            |                                                 | 232                                             | 232                                             |
| 1961 | 1961                                            |                                                 | 236                                             | 236                                             |
| 1967 | 1967                                            |                                                 | 326                                             | 326                                             |
| 1970 | 1970                                            |                                                 | 334                                             | 334                                             |
| 1980 | 1980                                            |                                                 | ?                                               | ?                                               |
| 1990 | 1990                                            |                                                 | ?                                               | ?                                               |
| 2000 | 2000                                            |                                                 | ?                                               | ?                                               |
| 2011 | 2011                                            |                                                 | 690                                             | 690                                             |
| Datenquelle: Historisches Gemeindeverzeichnis für Hessen: Die Bevölkerung der Gemeinden 1834 bis 1967. Wiesbaden: Hessisches Statistisches Landesamt, 1968. Weitere Quellen: LAGIS; Zensus 2011; bis 1925 mit Villbach |                                                 |                                                 |                                                 |                                                 |

### Historische Religionszugehörigkeit
| • 1961: | 86 evangelische (= 36,44 %), 150 katholische (= 63,56 %) Einwohner |

## Verkehr

### Nahverkehr
Ganzjährig verkehren die Buslinien 82 und 83, des KVG Main-Kinzig und schaffen öffentliche Verkehrsanschlüsse zu den anderen Ortsteilen, den Nachbargemeinden und an die Kinzigtalbahn (Hessen) am Bahnhof Wächtersbach. Es gilt der Tarif des Rhein-Main-Verkehrsverbundes. Die Streckenführung von Lettgenbrunn geht alternativ über Pfaffenhausen – Oberndorf – Burgjoß – Bad Orb – Aufenau – Wächtersbach bzw. Bad Orb – Aufenau – Wächtersbach.

### Verkehrsanbindung

#### Straße
Durch den Ort verläuft in allgemeiner West-Ost-Richtung die Kreisstraße K 891 von Villbach nach Pfaffenhausen. In Villbach mündet sie ein in die 
Landesstraße 2905, die Lettgenbrunn über die Wegscheide mit Bad Orb verbindet und hinter Bad Orb mit der Anschlussstelle Bad Orb/Wächtersbach (AS 45) der Bundesautobahn 66 (Entfernung etwa 19 Kilometer). In Pfaffenhausen mündet die K891 ein in die Landesstraße 3199, die die Ortschaften im Tal der Jossa miteinander verbindet.

#### Bahn
Eine Anbindung an den Bahnverkehr bietet der Bahnhof Wächtersbach an der Kinzigtalbahn. Die Regionalbahn, die im Stundentakt verkehrt, bindet an die ICE-Haltepunkte Fulda und Hanau bzw. Frankfurt an. Der Bahnhof ist 20 km entfernt und auch mit öffentlichen Verkehrsmitteln erreichbar. Der Bahnhof ist barrierefrei ausgebaut.

## Öffentliche Einrichtungen

### Bildung
Die kommunal getragene Kindertagesstätte „Zwergeninsel“ verfügt über insgesamt 25 Plätze. Die Betreuung erfolgt in einer altersstufenübergreifenden Gruppe.
Bis zu Beginn des Schuljahres 2012/13 begannen Grundschüler ihre Schullaufbahn in Bad Orb. Seit dem Schuljahr 2013/14 werden sie in der Jossatal-Schule im näher gelegenen Oberndorf eingeschult.
Weiterführende Schulen liegen außerhalb der Gemeinde. Es sind u. a.: die Kreisrealschule Bad Orb, das Grimmelshausen-Gymnasium Gelnhausen, die Henry-Harnischfeger Schule in Bad Soden-Salmünster und die Brentano-Schule in Linsengericht.

### Freiwillige Feuerwehr
Die Freiwillige Feuerwehr Lettgenbrunn verfügt seit Mai 1990 über ein neues Feuerwehrhaus im Ort. 1993 wurde die Jugendfeuerwehr Lettgenbrunn gegründet. Sie ist, über ihre eigentliche Aufgabe hinaus an zahlreichen Aktionen im Ort beteiligt.
Die Einsatzabteilung der Feuerwehr besteht zurzeit aus 26 aktiven Mitgliedern, Frauen und Männern. Die Jugendfeuerwehr umfasst 10 Personen.
Einsatz- und Gefahrenschwerpunkte der Feuerwehr Lettgenbrunn sind:
- Sägewerk
- große Waldgebiete
- Voraushelfergruppe.

### Mehrzweckscheune
Zentral im Ort, neben Kindergarten und Feuerwehr gelegen und mit diesen Einrichtungen verbunden ist das „BeilsteinStadl“. Dieser Veranstaltungsort entstand im Rahmen eines öffentlich geförderten Dorfentwicklungsplans. Die bisher vorhandenen öffentlichen Räume des Ortes waren allesamt zu klein, wie das Sportheim (50 Plätze), das Wanderheim (15 Plätze), der Schulungsraum der Feuerwehr (40 Plätze), oder aber sie lagen, wie die Dreschhalle nicht zentral genug. Das BeilsteinStadl entspricht allen Anforderungen an technische Ausstattung und bietet mit 150 m² Platz für 100 Personen. Am 15. Juli 2022 wurde es eröffnet. Die Räumlichkeiten bieten einen geeigneten Rahmen für so unterschiedliche Veranstaltungen wie Feierlichkeiten, Schulungen oder Gymnastik- und Sportkurse. Auch die anderen Ortsteile des Jossgrundes haben die neue Einrichtung in Lettgenbrunn kennen und schätzen gelernt.

## Kultur und Sehenswürdigkeiten

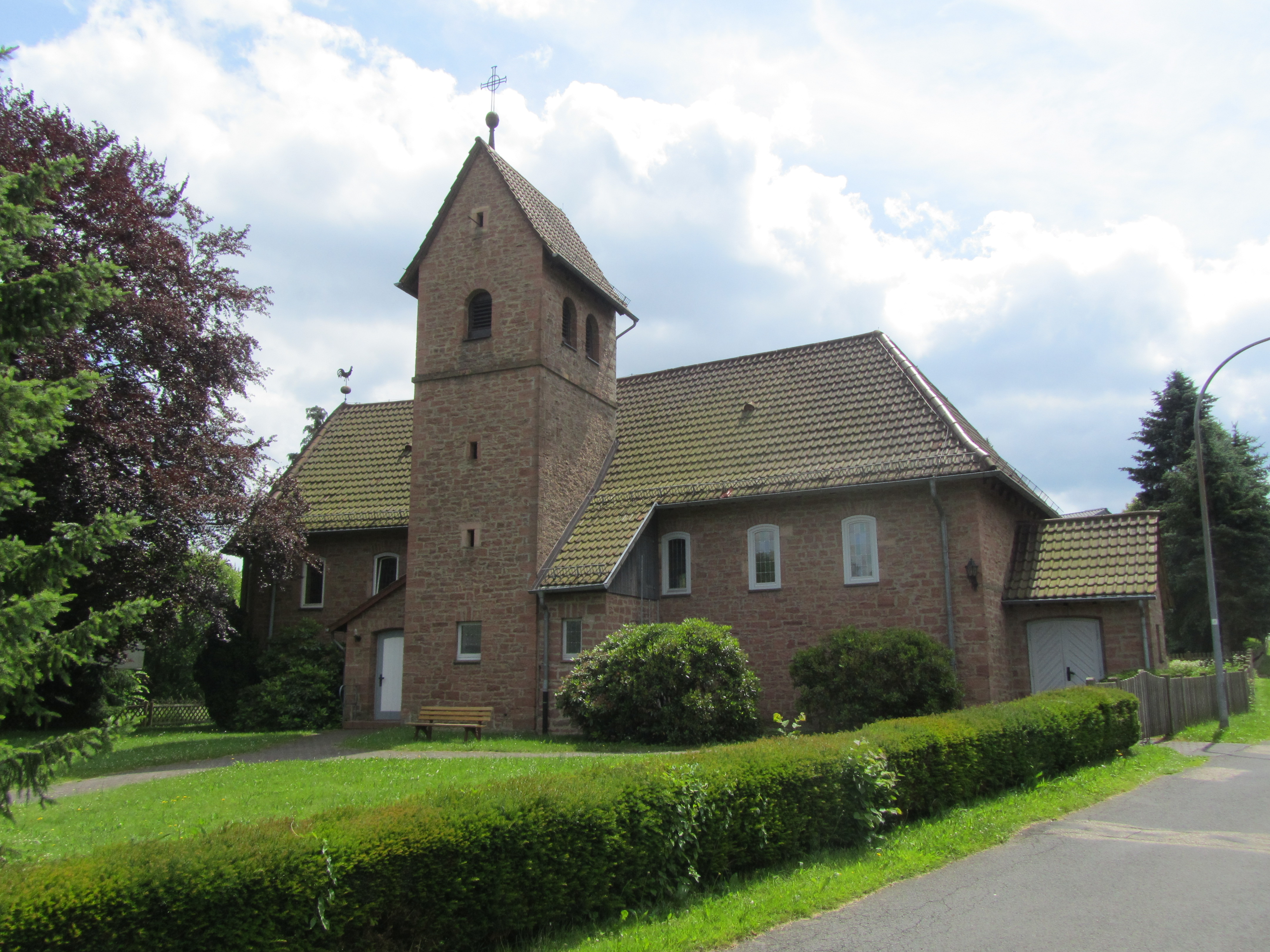
Doppelkirche in Lettgenbrunn

### Doppelkirche
Eine Besonderheit ist die örtliche 1954 eingeweihte Kirche, die sowohl für die katholische (rechter Raum) als auch evangelische Glaubensgemeinschaft (linker Raum) zur Verfügung steht. Sie ersetzt den ursprünglichen gotischen Kirchenbau aus dem 15. Jahrhundert, der 1658 barock verändert wurde und durch die Bombenabwurf-Übungen nach 1937 völlig zerstört war; die Ausstattung (ein Hochaltar mit einer Kreuzigungsgruppe aus der Schule Tilman Riemenschneiders, ein Marienaltar sowie ein Taufstein) war zuvor ausgeräumt worden und befindet sich heute in St. Peter in Mernes. Das Friedhofskreuz steht mittlerweile wieder in Villbach. Bei der Wiederbesiedlung ab 1947 wurde sowohl Protestanten (z. B. aus Ostpreußen) und Katholiken (z. B. aus dem Sudetenland) gleichermaßen ausgewählt. In einem Schreiben der Bürger bitten diese 1952 einig: „Wir sind Menschen gleichen Schicksals (…) wir verstehen uns gut und in Zukunft soll uns nichts entzweien (…) wir wünschen den Bau einer Kirche mit 2 Räumen!“ Die katholische Hälfte ist, wie auch die alte katholische Kirche (bis 1937), dem heiligen Apostel Jakobus dem Älteren geweiht, die evangelische seinem jüngeren Bruder Johannes.
Ebenfalls außergewöhnlich ist der gemeinsam genutzte Glockenturm. Die drei Glocken (h´, d´´, fis´´) wurden 1959 von einer ortsansässigen Familie gespendet. Die d´´-Glocke trägt die Aufschrift: „seid fröhlich in Hoffnung + geduldig in Trübsal + haltet an am Gebet!“ Die katholische Kirchengemeinde ist Bad Orb zugehörig, die evangelische zu Lohrhaupten.

### Beilstein
Die Ruine der Burg Beilstein, nahe am Ortsrand gelegen, führt ins 11. Jahrhundert zurück. Das umgebende Naturschutzgebiet Beilstein wurde bereits 1930 als solches ausgewiesen.

### Denkmäler
Auf dem Kirchenvorplatz wird der mühsamen Wiederbesiedlung nach dem Zweiten Weltkrieg und der verlorenen Heimat in den ehemaligen Ostgebieten gedacht. Zudem erinnern drei Halbbögen im Jossagarten an der Quelle an die Nissenhütten, die den ersten Siedlern zur Zeit der Wiederbesiedlung vorübergehend als Notunterkunft dienten.

## Freizeit und Sport

### Golfplatz

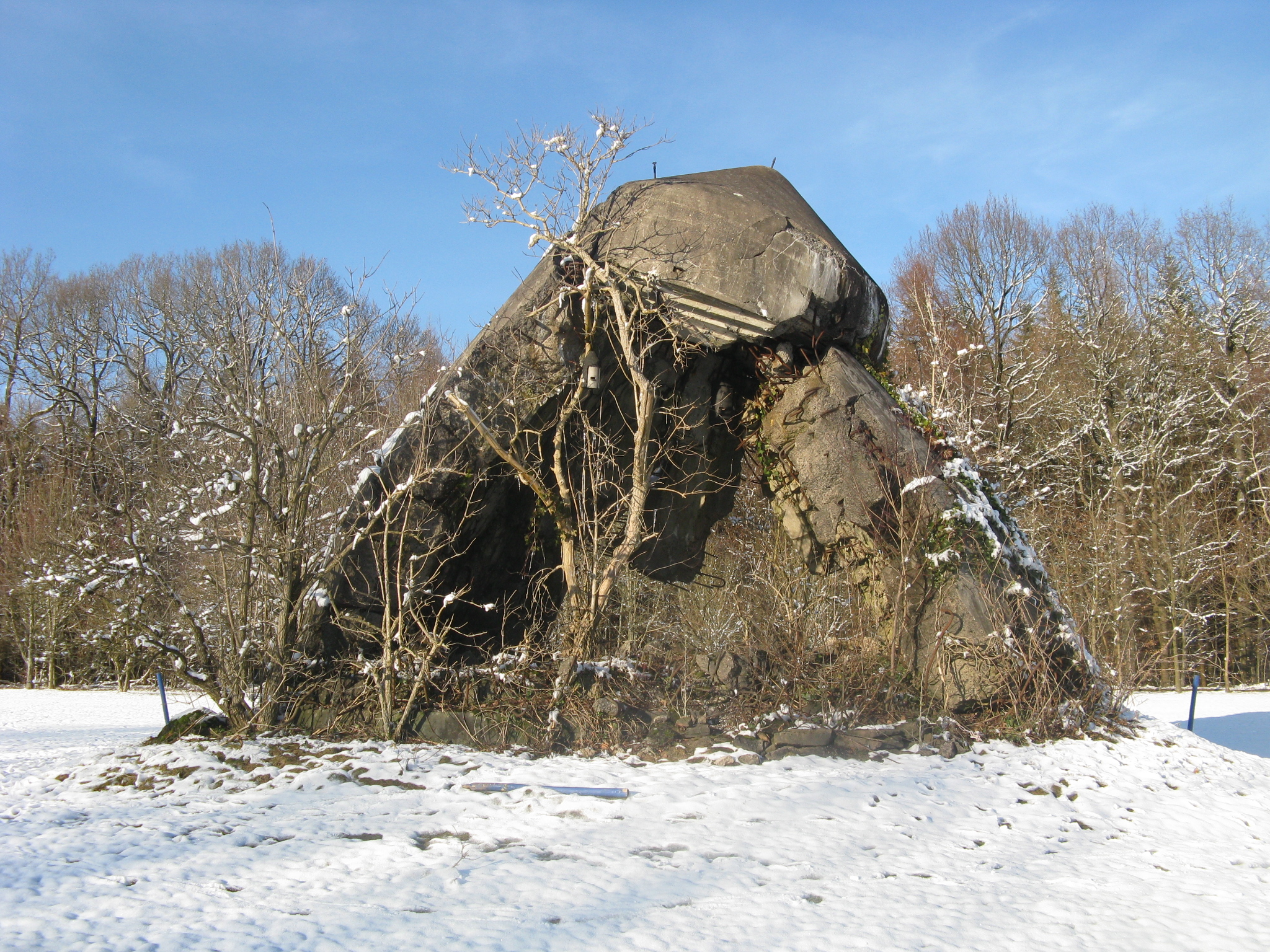
Gesprengter Bunkerturm an Loch 2 des Golfplatzes Bad Orb/Jossgrund

Der 18-Loch-Golfplatz Bad Orb/Jossgrund mit angegliedertem Clubhaus und Hotel befindet sich auf der Anhöhe bei dem Weiler Villbach, der zur bis 1974 selbstständigen Gemeinde Lettgenbrunn gehörte. Ein Turm des gesprengten ehemaligen Beobachtungsbunkers steht noch als Relikt und Mahnmal des Bombenabwurfplatzes an Loch 2.

### Generationenpark Jossagarten

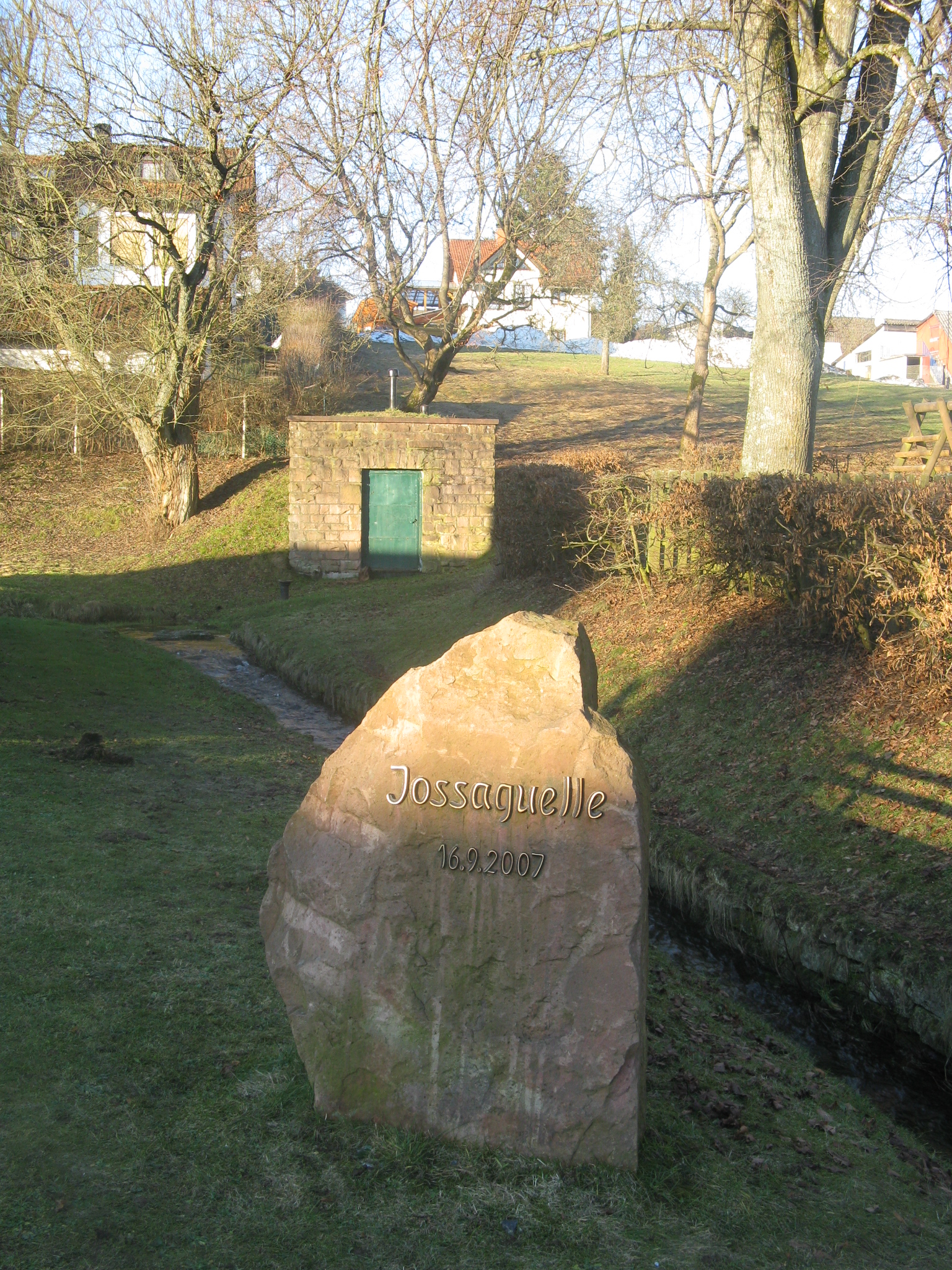
Quellstein der Jossa am früheren Standort (2011).

Am 30. April 2024 wurde der im Ortskern zentral gelegene Generationenpark „Jossagarten an der Quelle“ eröffnet. Ein Stein mit der Datierung 16. September 2007, der zuvor unweit am Bachlauf stand, macht auf die hier austretende Jossaquelle aufmerksam. Der Quellbach vereinigt sich noch an Ort und Stelle mit dem zeitweise kräftiger sprudelnden, in manchen Sommern aber auch trocken fallenden Villbach, den man fälschlicherweise leicht für den Oberlauf der Jossa halten könnte. An der Jossaquelle stand noch in den 1950er Jahren eine Handpumpe zur Wasserversorgung der jungen Siedlung nach dem dritten Wiederaufbau.
Das Gelände des Jossagarten umfasst neben dem Kinderspielplatz („Jossadünen“), die Jossaquelle, den Jossastrand, eine öffentliche Kneippanlage, das Wanderheim (ehemalige Milchsammelstelle), eine Grillmöglichkeit, eine Freifläche für Veranstaltungen und einen Verbindungsweg zur Dresdner Straße. Zudem führen sämtliche Rad- und Wanderwege durch den Park. Drei große Halbbögen erinnern an die Nissenhütten, die nach dem Zweiten Weltkrieg an dieser Stelle standen. Von 1972 bis 2014 wurde ein Minigolfplatz betrieben.

### Wander- und Radwege

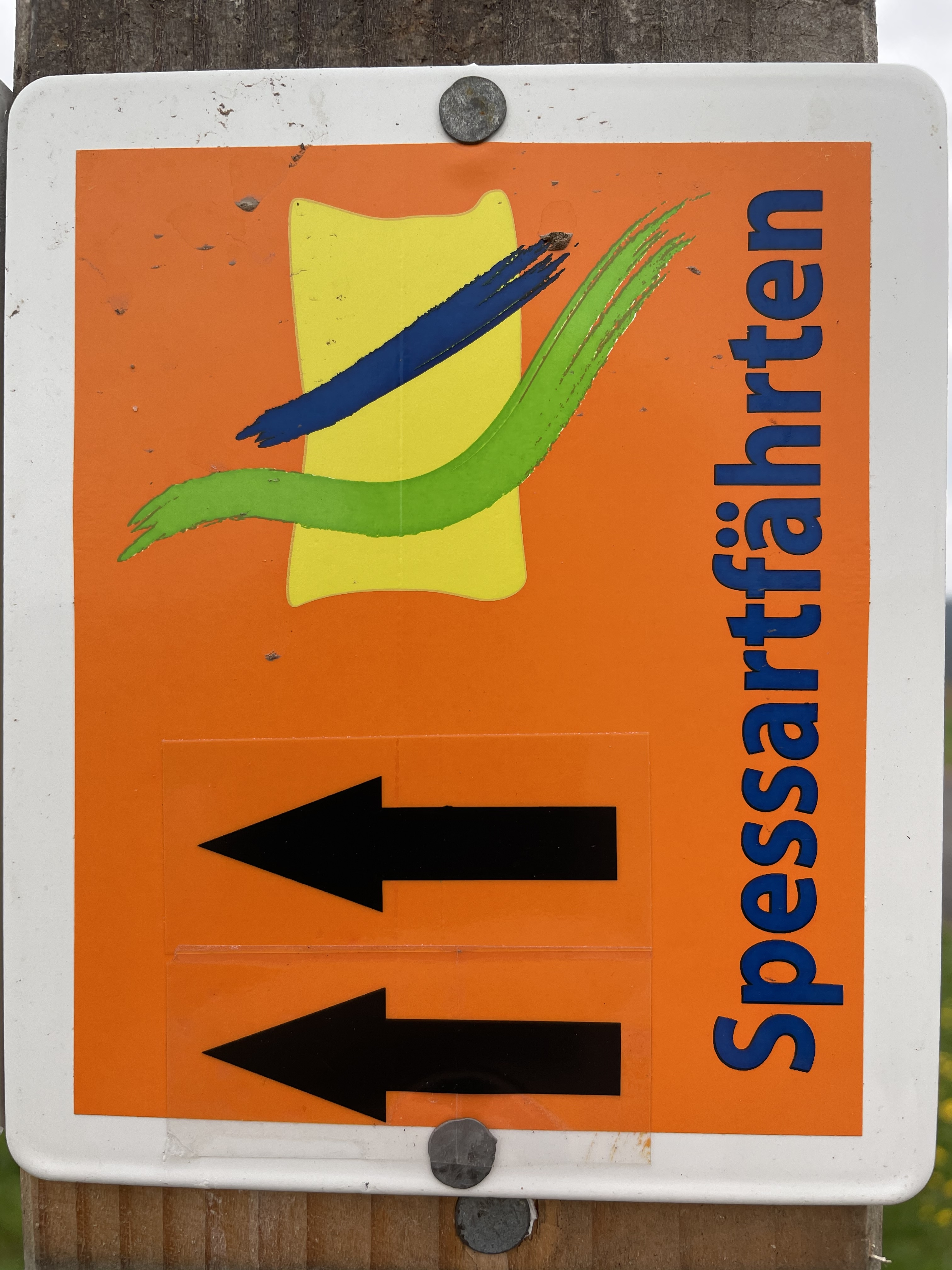
Logo der Spessartfährten

- Die beiden Fernwanderwege durch den Spessart, die Birkenhainer Straße (71 km) und der Eselsweg (111 km), führen durch die Gemarkung.
- Der Alte Bahndamm ist entstanden vor und im Ersten Weltkrieg zur Versorgung des Truppenübungsplatzes. Er ist heute ein bequemer Wanderweg in sehr ansprechender und abwechslungsreicher parkartiger Landschaft.
- Der "Europäische Kulturradweg Perlen der Jossa". Im Jossgrund war im Mittelalter die Flussperlmuschel verbreitet, deren Perlen jedoch, wegen unzureichender Qualität nicht genutzt wurden. Der nach diesen Perlen benannte, ca. 33 km langen Radwanderweg führt durch den Jossgrund, von der Quelle bis zur Mündung der Jossa in die Sinn und darüber hinaus bis Emmerichsthal. Er wurde zur Förderung des Tourismus im Spessart durch das „Archäologische Spessartprojekt“ angelegt, und mit 12 Infotafeln ausgestattet. Sie geben Hinweise zur Natur, wie zu kulturellen Spuren in dieser Region. Dazu Zählen: Die Burgruine Beilstein, der Burgwiesenpark mit Kneippanlage und Minigolfanlage in Burgjoß, das historische Wasserwerk in Mernes, eine Spessarttöpferei in Marjoß und eine Glashütte in Emmerichsthal[20]. Die Trasse deckt sich im Tal der Jossa mit der Hessischen Apfelwein- und Obstwiesenroute.
- Auch der neue, 60 km lange Fernwanderweg Spessartweg 3 führt durch Lettgenbrunn. Dieser Premiumweg beginnt am Bahnhof Bad Soden-Salmünster, geht quer durch den Spessart und führt schließlich nach Heigenbrücken im bayerischen Hochspessart. Dort besteht Anschluss, über den Spessartweg 2, bis zum Main. Mit dem Siegel „Qualitätsweg Wanderbares Deutschland“ des Deutschen Wanderverbands ausgezeichnet, ist der Spessartweg 3 reich an Kultur- und Natursehenswürdigem (Ruine Beilstein,  Eselsweg, Wiesbüttmoor, Aubachtal, Habichsthal, Aubachseen, Heigenbrücken mit Wildpark, Kletterwald und Naturschwimmbad). Start- und Zielpunkt des Spessartweges 3 sind jeweils mit der Bahn erreichbar. Auf dem Weg von der Kinzig in den Hochspessart sind insgesamt 1.500 Höhenmeter zu überwinden. Der höchste Punkt liegt bei 520 m über NHN[21].
- Lettgenbrunn mit seiner bewegten Geschichte und die Höhen um das Dorf herum, bis hin nach Pfaffenhausen erzählt die Spessartfährte „Junge Jossa Lettgenbrunn“[22]. Der 12,4 km lange Rundwanderweg, bestreicht 265 Höhenmeter. Er ist einer von 9 Spessartfährten, die längs des Spessartbogens konzipiert wurden und die ein intensiveres Kennenlernen der Landschaft ermöglichen. Der Weg ist als leicht eingestuft.
- Der jüngste Wanderweg ist die Spessartspur  „Lettgenbrunner Langer Grund“. Er entstand durch Zusammenarbeit  von Naturpark Hessischer Spessart mit der Gemeinde Jossgrund und Hessen Forst[23]. Der Rundweg hat eine Länge von 4,6 km und startet am Naturpark-Parkplatz. Als Besonderheit bietet der Weg, neben schönen Ausblicken auch eine rekonstruierte Köhlerhütte[24].
- Zwei Kilometer nördlich von Lettgenbrunn, knapp jenseits der Gemarkungsgrenze am Parkplatz Hindenburgstein, beginnt der „DonBosco-Trail“ als Flowtrail bergab Richtung Bad Orb.[25]

## Persönlichkeiten
- Reinhold Jessl (1962), deutscher Fußballspieler